# Отпущение грехов (фильм, 2015)
«Отпущение грехов» (англ. Absolution) — американский боевик режиссёра Киони Ваксмана. Премьера состоялась 21 февраля 2015 года. Фильм вышел сразу на DVD.

## Сюжет
Девушка спасается от преследующей её мафии. В поисках спасения она попадает в руки наёмника, который теперь должен защищать её вместе с выполнением своей миссии.

## В ролях
| Актёр          | Роль           |
| -------------- | -------------- |
| Стивен Сигал   | Джон Александр |
| Байрон Манн    | Чи             |
| Винни Джонс    | босс           |
| Джош Барнетт   | Кольт          |
| Клаудиу Блеонц | Джон           |
| Ховард Делл    | Ван Хорн       |
| Адина Стетцу   | Надя           |
| Мария Бата     | Диана          |